# Sammi Smith

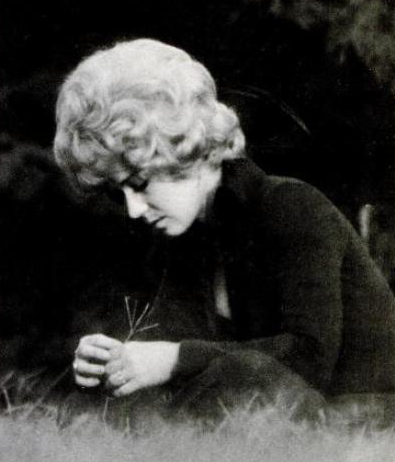
Sammi Smith (1970)

Sammi Smith (smɪθ; * 5. August 1943 als Jewel Fay Smith in Orange, Kalifornien; † 12. Februar 2005 in Oklahoma City, Oklahoma) war eine US-amerikanische Countrysängerin, die ihre größten Erfolge in den 1970er Jahren verzeichnen konnte.

## Leben
Sammi Smith stieg bereits mit zwölf Jahren ins professionelle Musikgeschäft ein. Mit fünfzehn heiratete sie zum ersten Mal. Aus der Ehe gingen drei Kinder hervor. Entdeckt wurde sie bei einem ihrer Auftritte von Marshall Grant, dem Bassisten der Johnny-Cash-Begleitband Tennessee Three, der ihr empfahl, nach Nashville zu gehen.
Ihre erste Single nahm sie 1968 auf. Zwei Jahre später erreichte sie mit He's Everywhere erstmals einen vorderen Platz der Country-Charts. Mit dem nächsten Song, Help Me Make It Through the Night, geschrieben von Kris Kristofferson – gelang ihr einer der größten Country-Hits aller Zeiten. Die Single wurde mehr als zwei Millionen Mal verkauft und brachte ihr einen Grammy und zahlreiche weitere Auszeichnungen ein.
Die Sängerin mit der rauchigen Stimme galt in den frühen siebziger Jahren als eines der vielversprechendsten Talente Nashvilles. Es gelang Smith aber nicht, an ihren großen Erfolg anzuknüpfen. Sie produzierte einige Jahre lang mittlere Hits, darunter 1975 Today I Started Loving You Again, schaffte es aber nie mehr bis an die Spitze. 1973 verließ sie Nashville und schloss sich den Outlaws um Waylon Jennings und Willie Nelson an, mit denen sie einige Jahre gemeinsam auftrat. 1972 wurde ihr Sohn Waylon Payne geboren, der ebenfalls Sänger wurde.
In den achtziger Jahren setzte sie sich für die Rechte der Indianer ein und adoptierte zwei Apachen-Kinder. Sie gründete die Band Apache Spirit, der aber der kommerzielle Erfolg versagt blieb.
Am 12. Februar 2005 starb sie im Alter von 61 Jahren in Oklahoma City.

## Diskografie

### Alben
| Jahr | Titel                                        | Höchstplatzierung, Gesamtwochen, AuszeichnungChartplatzierungen (Jahr, Titel, Platzierungen, Wochen, Auszeichnungen, Anmerkungen) | Höchstplatzierung, Gesamtwochen, AuszeichnungChartplatzierungen (Jahr, Titel, Platzierungen, Wochen, Auszeichnungen, Anmerkungen) | Anmerkungen |
| Jahr | Titel                                        | US | Country | Anmerkungen |
| ---- | -------------------------------------------- | --- | --- | ----------- |
| 1970 | Help Me Make It Through The Night            | US33 (21 Wo.)US | Country1 (54 Wo.)Country |             |
| 1971 | Lonesome                                     | US191 (2 Wo.)US | Country15 (9 Wo.)Country |             |
| 1971 | Something Old, Something New, Something Blue | — | Country17 (13 Wo.)Country |             |
| 1972 | The Best of Sammi Smith                      | — | Country25 (7 Wo.)Country |             |
| 1973 | The Toast of ’45                             | — | Country43 (3 Wo.)Country |             |
| 1976 | Today I Started Loving You Again             | — | Country19 (17 Wo.)Country |             |
| 1976 | As Long As There’s a Sunday                  | — | Country43 (4 Wo.)Country |             |
| 1976 | Her Way                                      | — | Country47 (3 Wo.)Country |             |
| 1977 | Mixed Emotions                               | — | Country47 (6 Wo.)Country |             |

Weitere Alben
- 1974: The Rainbow In Daddy’s Eyes
- 1975: Sunshine
- 1978: New Winds-All Quadrants
- 1979: Girl Hero
- 1996: Best Of Sammi Smith

### Singles
| Jahr | Titel Album                                                         | Höchstplatzierung, Gesamtwochen, AuszeichnungChartplatzierungen (Jahr, Titel, Album, Platzierungen, Wochen, Auszeichnungen, Anmerkungen) | Höchstplatzierung, Gesamtwochen, AuszeichnungChartplatzierungen (Jahr, Titel, Album, Platzierungen, Wochen, Auszeichnungen, Anmerkungen) | Anmerkungen |
| Jahr | Titel Album                                                         | US | Country | Anmerkungen |
| ---- | ------------------------------------------------------------------- | --- | --- | ----------- |
| 1968 | So Long, Charlie Brown, Don’t Look For Me Around –                  | — | Country69 (2 Wo.)Country |             |
| 1968 | Why Do You Do Me Like You Do –                                      | — | Country53 (7 Wo.)Country |             |
| 1969 | Brownville Lumberyard –                                             | — | Country58 (6 Wo.)Country |             |
| 1970 | He’s Everywhere Help Me Make It Through The Night                   | — | Country25 (13 Wo.)Country |             |
| 1971 | Help Me Make It Through The Night                                   | US8 Gold · (16 Wo.)US | Country1 (20 Wo.)Country |             |
| 1971 | Then You Walk In Lonesome                                           | — | Country10 (14 Wo.)Country |             |
| 1971 | For The Kids Lonesome                                               | — | Country27 (12 Wo.)Country |             |
| 1971 | Kentucky Something Old, Something New, Something Blue               | — | Country38 (10 Wo.)Country |             |
| 1972 | Girl In New Orleans Something Old, Something New, Something Blue    | — | Country36 (8 Wo.)Country |             |
| 1972 | I’ve Got To Have You                                                | US77 (7 Wo.)US | Country13 (15 Wo.)Country |             |
| 1972 | The Toast of ’45                                                    | — | Country51 (8 Wo.)Country |             |
| 1973 | I Miss You Most When You’re Here The Toast of ’45                   | — | Country62 (8 Wo.)Country |             |
| 1973 | City of New Orleans The Toast of ’45                                | — | Country44 (12 Wo.)Country |             |
| 1974 | The Rainbow In Daddy’s Eyes                                         | — | Country16 (12 Wo.)Country |             |
| 1974 | Never Been To Spain The Rainbow In Daddy’s Eyes                     | — | Country75 (7 Wo.)Country |             |
| 1974 | Long Black Veil Sunshine                                            | — | Country26 (13 Wo.)Country |             |
| 1975 | Cover Me Sunshine                                                   | — | Country33 (11 Wo.)Country |             |
| 1975 | Today I Started Loving You Again                                    | — | Country9 (15 Wo.)Country |             |
| 1976 | My Window Faces South Today I Started Loving You Again              | — | Country51 (6 Wo.)Country |             |
| 1976 | As Long As There’s a Sunday                                         | — | Country43 (9 Wo.)Country |             |
| 1976 | I’ll Get Better –                                                   | — | Country60 (6 Wo.)Country |             |
| 1976 | Just You ’n’ Me –                                                   | — | Country71 (6 Wo.)Country |             |
| 1976 | Sunday School To Broadway –                                         | — | Country29 (11 Wo.)Country |             |
| 1977 | Loving Arms Mixed Emotions                                          | — | Country19 (12 Wo.)Country |             |
| 1977 | I Can’t Stop Loving You Mixed Emotions                              | — | Country27 (11 Wo.)Country |             |
| 1977 | Days That End In "y" Mixed Emotions                                 | — | Country23 (11 Wo.)Country |             |
| 1978 | It Just Won’t Feel Like Cheating (With You) New Winds-All Quadrants | — | Country48 (8 Wo.)Country |             |
| 1978 | Norma Jean New Winds-All Quadrants                                  | — | Country73 (4 Wo.)Country |             |
| 1979 | What a Lie Girl Hero                                                | — | Country16 (14 Wo.)Country |             |
| 1979 | The Letter Girl Hero                                                | — | Country27 (11 Wo.)Country |             |
| 1980 | I Just Want To Be With You –                                        | — | Country36 (13 Wo.)Country |             |
| 1981 | Cheatin’s a Two Way Street –                                        | — | Country16 (13 Wo.)Country |             |
| 1981 | Sometimes I Cry When I’m Alone –                                    | — | Country34 (11 Wo.)Country |             |
| 1982 | Gypsy and Joe –                                                     | — | Country69 (5 Wo.)Country |             |
| 1985 | You Just Hurt My Last Feeling Better Than Ever                      | — | Country76 (4 Wo.)Country |             |
| 1986 | Love Me All Over Better Than Ever                                   | — | Country80 (4 Wo.)Country |             |